# Helix lutescens
Helix lutescens е вид коремоного от семейство Helicidae.

## Разпространение
Видът е разпространен в Молдова, Полша, Румъния, Словакия, Украйна и Унгария.